# One, Two, Three
One, Two, Three (bra: Cupido Não Tem Bandeira; prt: Um, Dois, Três) é um filme estadunidense de 1961, do gênero comédia, realizado por Billy Wilder. O roteiro foi escrito por Billy Wilder e I.A.L. Diamond, baseado na peça de teatro Egy, kettö, három, de Ferenc Molnár.

## Sinopse
C.R. MacNamara é um grande executivo da Coca-Cola em Berlim que espera ser promovido para um posto em Londres, mas vê os seus sonhos acabarem quando descobre que Scarlett Hazeltine, a filha do seu chefe que estava sob a sua guarda cruzou a fronteira às escondidas para Berlim Oriental, apaixonando-se e casando-se com Otto Ludwig Piffl, um jovem fervorosamente comunista.

## Elenco
- James Cagney.... C.R. MacNamara
- Horst Buchholz.... Otto Ludwig Piffl
- Pamela Tiffin.... Scarlett Hazeltine
- Arlene Francis.... Phyllis MacNamara
- Liselotte Pulver...Fräulein Ingeborg (secretária de Mac)
- Howard St. John.... Wendell P. Hazeltine
- Hanns Lothar.... Schlemmer
- Leon Askin.... Peripetchikoff
- Ralf Wolter.... Borodenko
- Karl Lieffen.... Fritz
- Lois Bolton.... Melanie Hazeltine
- Peter Capell.... Mishkin
- Hubert von Meyerinck .... Conde Waldemar von Droste Schattenburg
- Red Buttons .... Sargento da PM (não creditado)

## Censura
One, Two, Three foi banido na Finlândia, que tinha uma política de finlandização, de 1962 a 1986 por motivos "políticos" - temia-se que o filme prejudicasse as relações entre a Finlândia e a União Soviética. A United Pictures Finland tentou lançar o filme nos cinemas em 1962, 1966 e 1969, mas foi somente em 1986 que o  Conselho Finlandês de Classificação de Filmes permitiu que o filme fosse distribuído.

## Principais prêmios e nomeações
Oscar 1962: Indicado na categoria de melhor fotografia - preto e branco.
Globo de Ouro 1962: Indicado a categoria de melhor filme - comédia e melhor atriz coadjuvante (Pamela Tiffin).